# Gillo Pontecorvo
Gilberto "Gillo" Pontecorvo, född 19 november 1919 i Pisa i Toscana, död 12 oktober 2006 i Rom i Lazio, var en italiensk filmregissör, mest känd för sin uppmärksammade film Slaget om Alger från 1966. Andra betydande filmer regisserade av Pontecorvo är Kapò från 1959, som handlar om det nazistiska folkmordet på judar, och Queimada från 1969, med motiv från Västindien och Marlon Brando i huvudrollen.

## Biografi
Gillo Pontecorvo var son till en välbärgad judisk affärsman och yngre bror till den internationellt framgångsrike fysikern Bruno Pontecorvo.
Han studerade naturvetenskap i skolan och tog en grad i kemi vid Universitetet i Pisa. Det var där som han först kom i kontakt med politisk opposition i form av vänsterorienterade studenter och professorer. 1938 kort efter sin examen och ställd inför växande antisemitism flydde han till Frankrike, där han lyckades hitta jobb som journalist och korrespondent för de italienska tidningarna La Repubblica och Paese Sera.
I Paris engagerade sig Pontecorvo strax i filmens värld inledningsvis med några korta dokumentärer.

## Filmografi i urval
- 1957 – Den grymma vägen
- 1960 – Kapò
- 1966 – Slaget om Alger
- 1969 – Queimada
- 1979 – Ogro